# Sigma Corporation
Sigma Corporation (株式会社シグマ Kabushiki gaisha Shiguma?) es una compañía japonesa fabricante de cámaras, objetivos, flashes y otros accesorios fotográficos y fue fundada el 9 de septiembre de 1961.

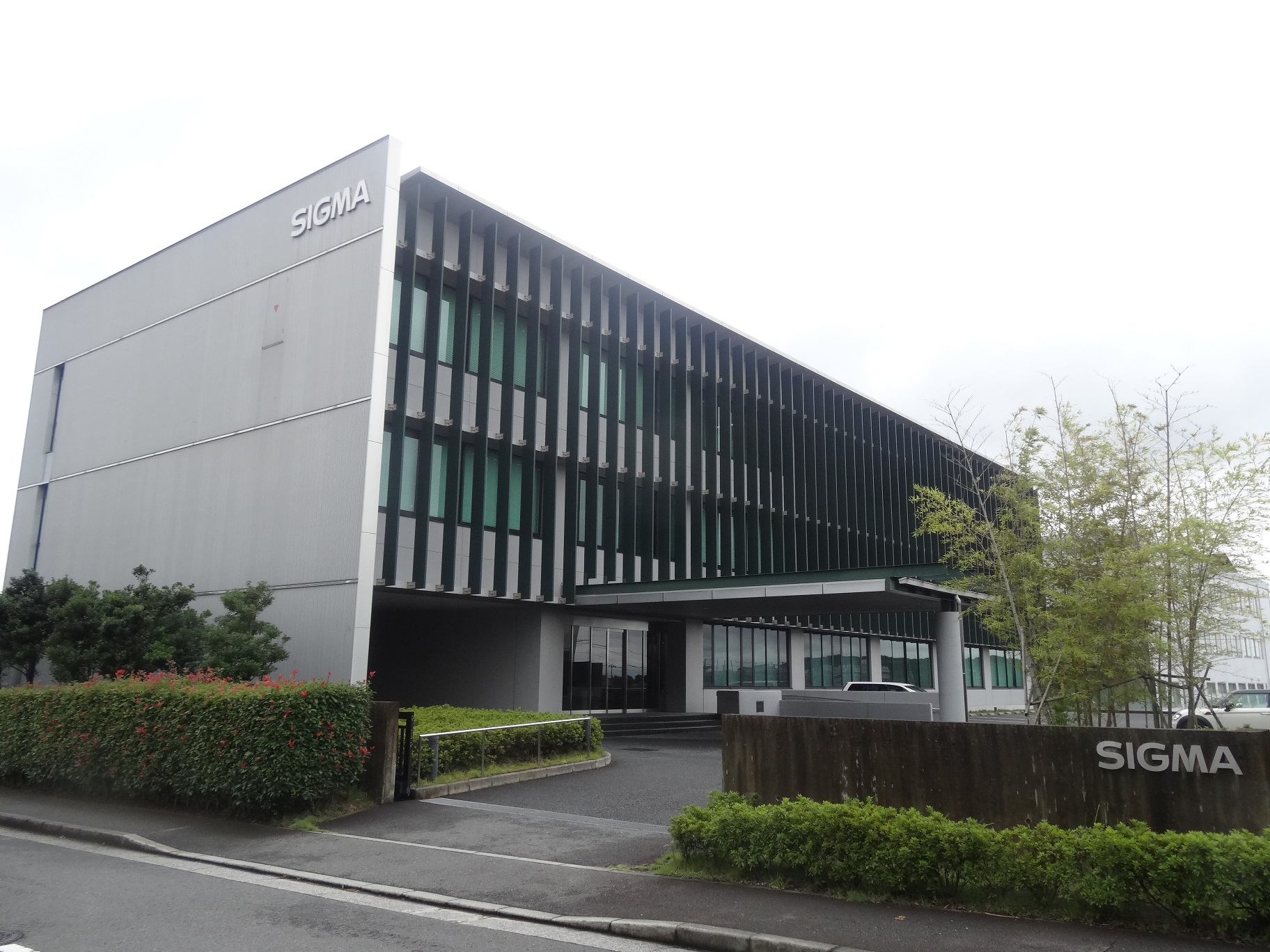
Oficinas centrales de Sigma.

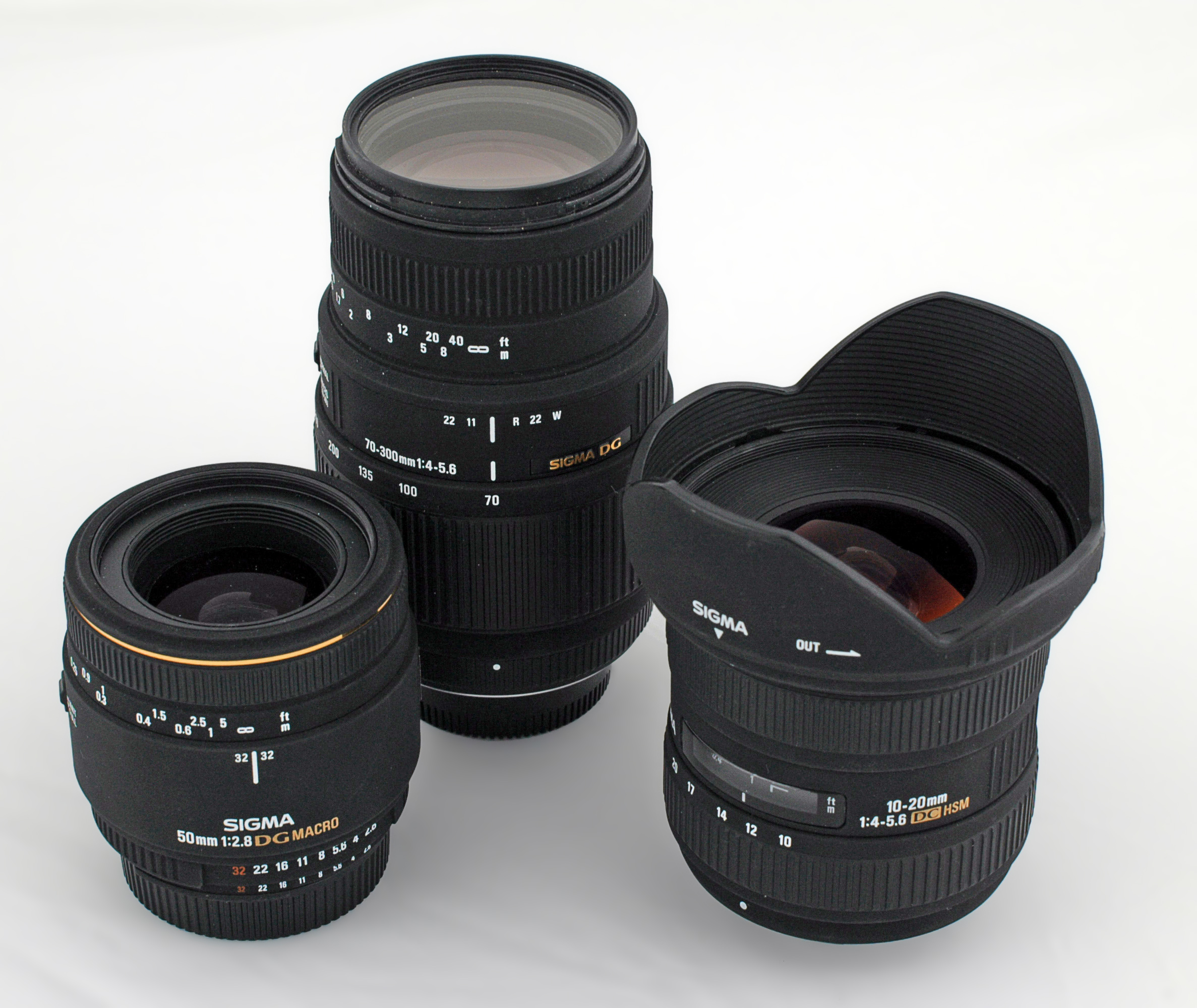
Algunos objetivos Sigma de la línea anterior a los actuales Contemporary, Art y Sport.

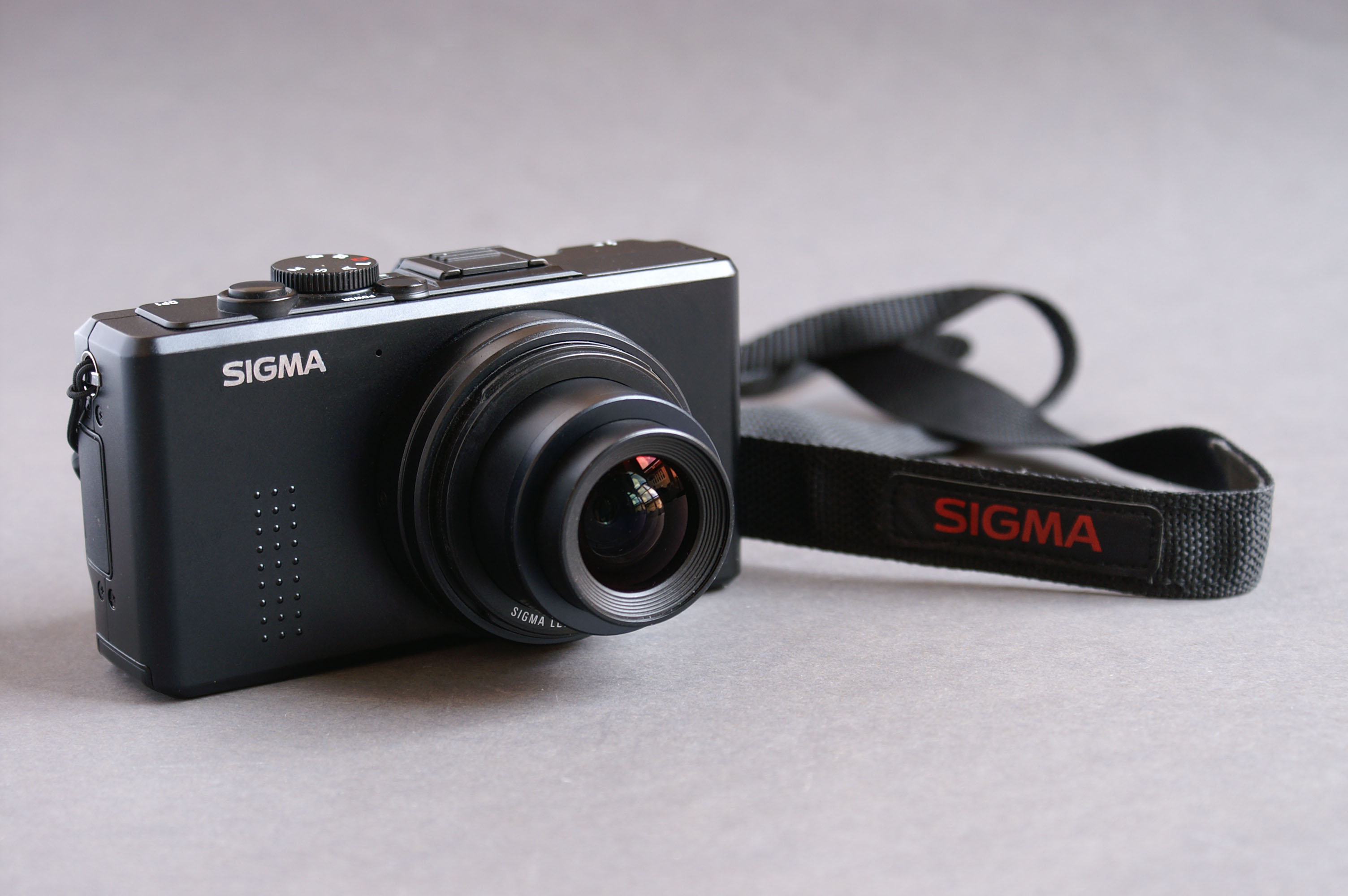
Cámara compacta Sigma DP1.

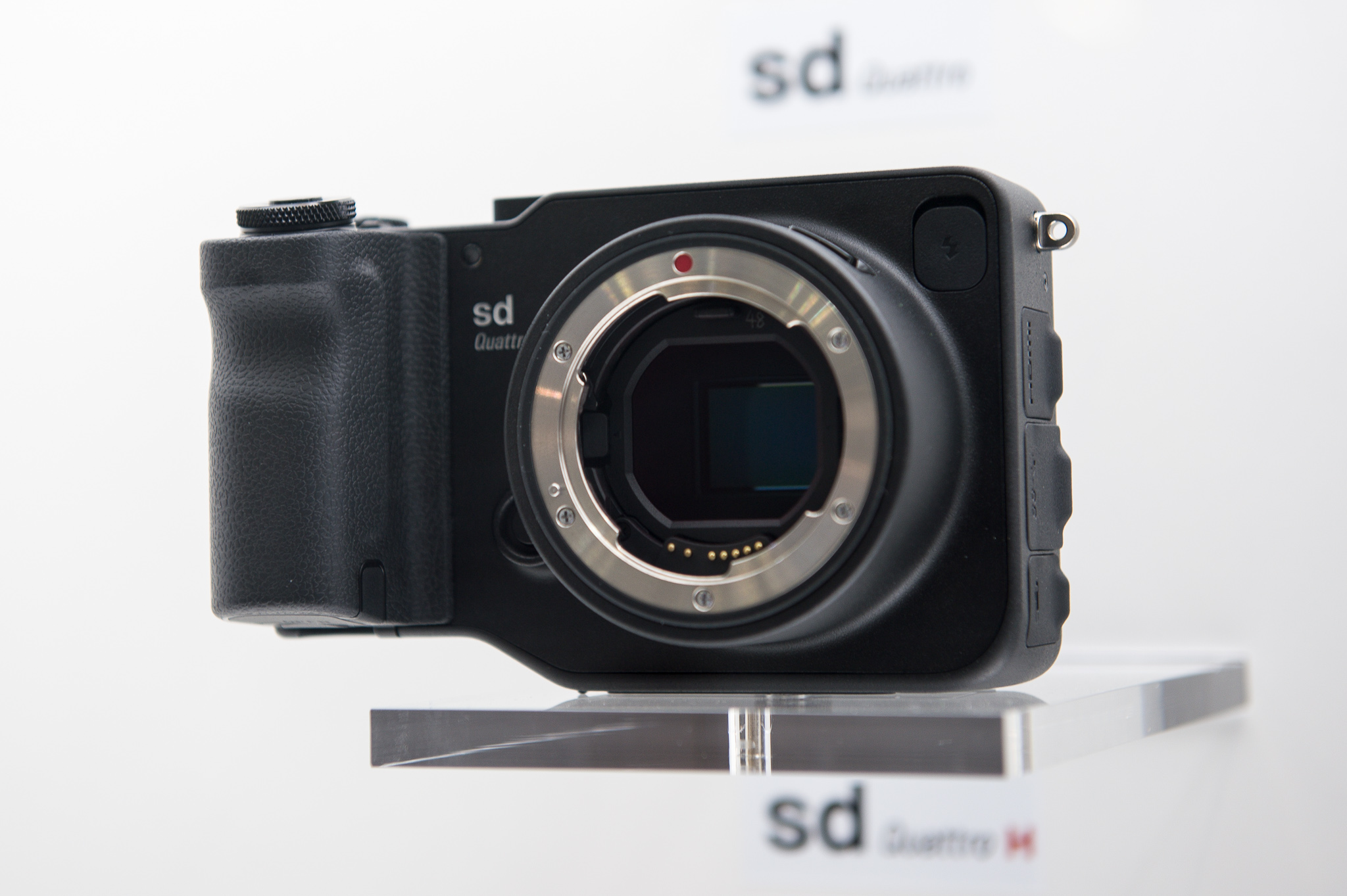
Cámara mirrorless SD Quattro H.

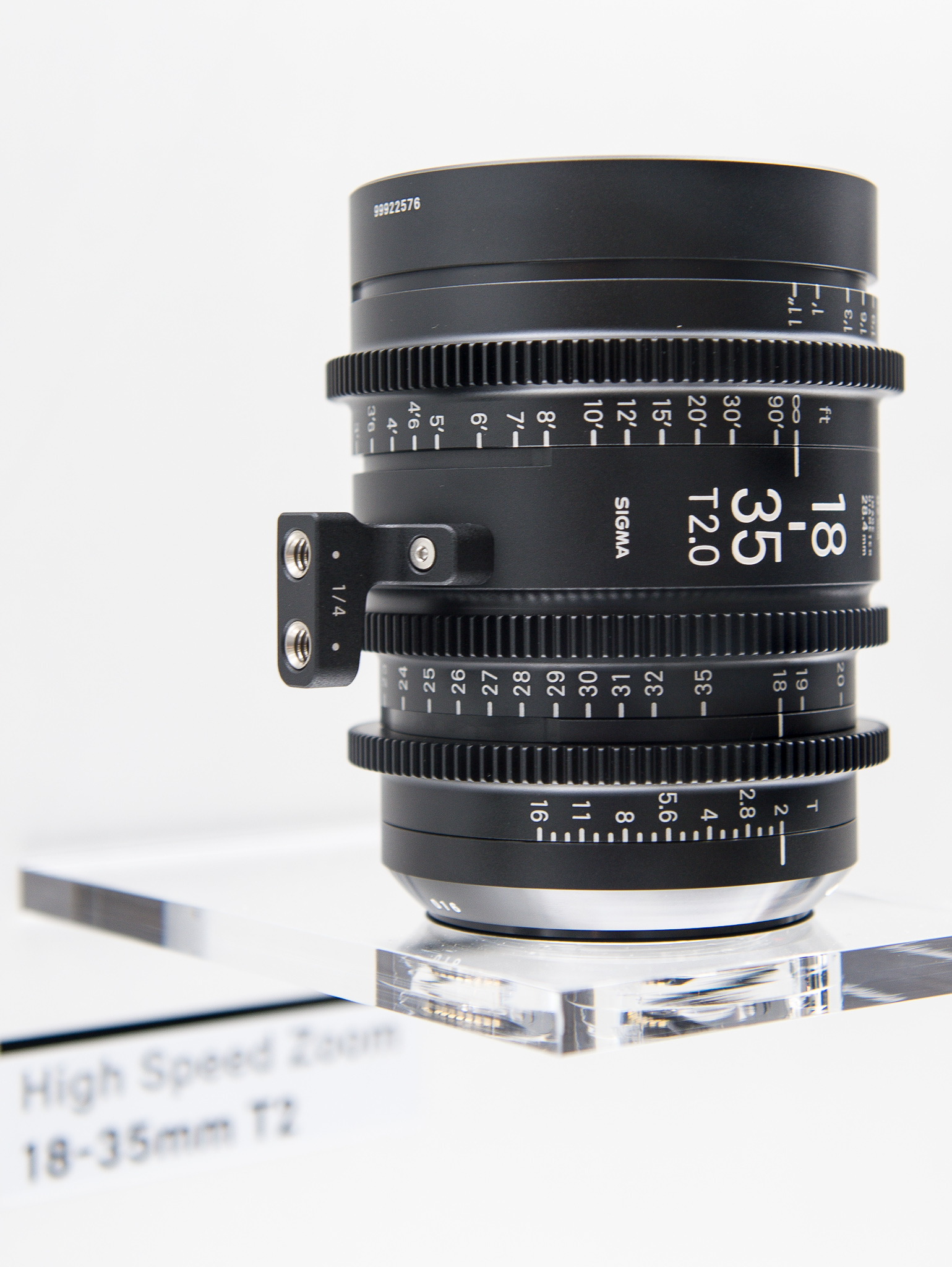
Objetivo para cine 18-35mm de Sigma.

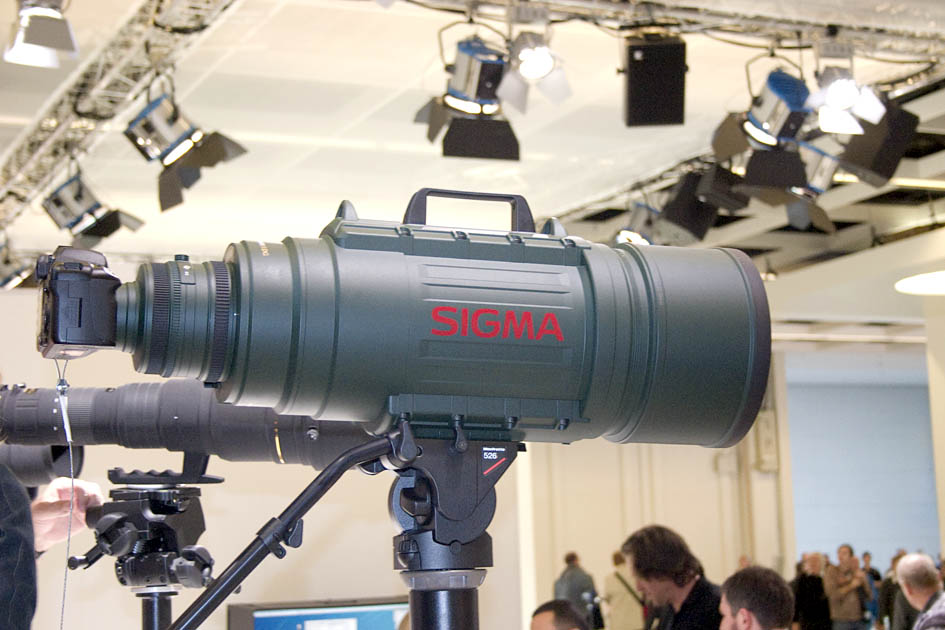
SIGMA 200-500mm F2,8 EX DG.

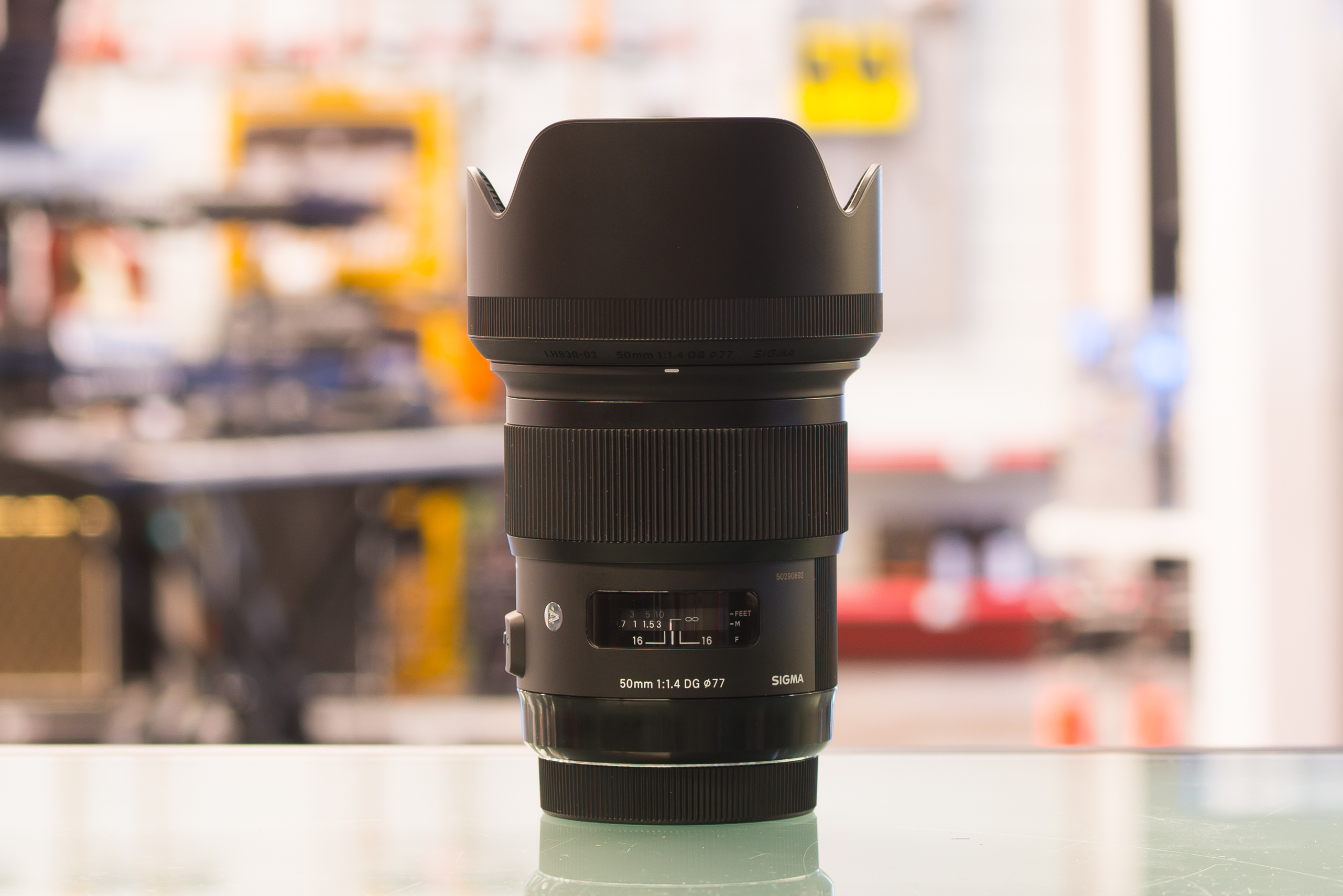
Sigma 50mm F1.4 DG HSM Art.

Todos los productos Sigma son manufacturados en la fábrica de Aizu que la empresa tiene en Bandai, Fukushima, Japón.
La compañía es conocida por la creación de lentes y otros accesorios compatibles con cámaras de otros fabricantes, además de tener su propia línea de cámaras. Sigma fue fundada por Michihiro Yamaki quien fue Director Ejecutivo hasta su muerte a la edad de 78 años en el año 2012.
Sigma es uno de los fabricantes de lentes y cámaras independiente más grande del mundo y es una empresa familiar.

## Historial de la empresa
Datos cronológicos de la empresa:
- Septiembre de 1961: 	Sigma Research Center (Centro de Investigación Sigma) es establecido en Setagaya-ku.
- Noviembre de 1965: 	Un nuevo edificio de oficinas es finalizado en la sede ubicada en Komae-shi.
- Marzo de 1968: 	La organización corporativa fue oficialmente cambiada por el de una compañía común.
- Noviembre de 1970: 	El nombre comercial es cambiado a Sigma Corporation.
- Noviembre de 1973: 	La primera parte de la fábrica integrada de Aizu es finalizada.
- Noviembre de 1979: 	Sigma Alemania es creada.
- Febrero de 1983: 	La segunda parte de la fábrica integrada de Aizu es finalizada.
- Marzo de 1983: 	Se finaliza la construcción del nuevo edificio sede.
- Mayo de 1983: 	Sigma Hong Kong es creada.
- Mayo de 1986: 	Sigma America es creada.
- Mayo de 1991: 	Sigma Benelux es creada.
- Abril de 1992: 	Sigma Singapur es creada.
- Febrero de 1993: 	Se completa la nueva fábrica.
- Septiembre de 1993: 	Sigma Francia es creada.
- Noviembre de 2000: 	Sigma Reino Unido es creada.
- Julio de 2005: 	Se finaliza la construcción del nuevo edificio sede.
- Noviembre de 2008: 	Sigma adquiere Foveon.[4]
- Agosto de 2013: 	Sigma China es creada.

### Sigma y Foveon
Foveon es la compañía creada en 1997 por Carver Mead, Richard Lyon, Richard B. Merrill, Richard Turner y Richard Nedwich con sede en San José, California. Su producto más reconocido es el sensor X3 que consta de tres capas, una sobre otra, capaces de capturar los colores primarios (rojo, verde y azul) por capa, es decir, un color por capa (X3) el cual difiere del estándar Sensor Bayer utilizado por la mayoría de cámaras actuales.
Durante la feria de Photokina del año 2000 en Alemania, el fundador de Sigma Michihiro Yamaki tuvo la oportunidad de conocer esta nueva tecnología de sensores de imagen los cuales eran ideales ya que él pensaba que los filtros de paso bajo en las cámaras con sensor Bayer eran inaceptables, siendo este sensor ideal debido a la estructura física que carece de dicho filtro. Fue así que uno de los principales fundadores de Foveon, Carver Mead y el señor Yamaki acabarían asociándose para crear las primeras cámaras Sigma (Sigma SD9) con el sensor X3 de Foveon.

### The L-Mount Alliance
En septiembre del 2018, Sigma anunció una alianza con Leica y Panasonic para facilitar y fomentar el uso de la montura L, originalmente desarrollada por Leica, como montura estándar de nuevos equipos fotográficos, así como el desarrollo de óptica con dicha montura.

## Productos que comercializa

### Óptica
Sigma fabrica lentes compatibles con Canon, Nikon, Pentax, Sony (monturas A y E), Olympus y Micro 4/3, así como sus propias cámaras de montura SA.
Por lo general, los objetivos Sigma tienen precios más asequibles que sus equivalentes comercializados por los distintos fabricantes ofreciendo una gran calidad. Ese es el motivo más popular por el que frecuentemente se adquieren como una alternativa a los kits oficiales. Sin embargo, Sigma ofrece algunas combinaciones de objetivos que no es posible conseguir en las marcas más reconocidas, como los objetivos zum gran angular 8-16mm f4.5-5.6, 12-24mm para full frame, y 50-500mm f4.5-6.3, entre otros.
Anteriormente, algunos fabricantes de Estados Unidos, sin incluir México ni Canadá, comercializaban productos Sigma con especificaciones más sencillas, en especial para competir en precio directamente con algunos objetivos de las dos marcas principales del mundo en fotografía, Canon, y Nikon. Por lo general, estos objetivos no venían contramarcados Sigma sino que llevaban la marca  Quantaray, y tenían un porcentaje más elevado de partes plásticas que los objetivos oficiales de la marca.
Actualmente, Sigma fabrica objetivos de gran calidad óptica los cuales agrupa en la línea "Sigma Global Vision (SGV)" que incluyen las líneas Contemporary, Art y Sports. Así mismo, fabrica lentes para cámaras de cine (Cine Lenses).

#### Nomenclatura
Las especificaciones más sobresalientes de cada lente son resumidas en forma de iniciales y acrónimos en el nombre oficial del modelo. Por ejemplo "SIGMA 500mm F4 DG OS HSM | S", estas iniciales indican que es un lente de la serie Sports (S), con motor hipersónico (HSM), con estabilizador de imagen incorporado (OS) y diseñado para cámaras full frame (DG).
A continuación las abreviaciones más comunes en los modelos recientes.

##### Series
- A — "Art Series", lentes muy luminosos con gran desempeño óptico. Compatible con el conector USB. Parte de la reestructura de líneas de la marca del 2013.
- C — "Contemporary Series", es una serie de lentes que optimiza el desempeño óptico en un tamaño más compacto. Parte de la reestructura de líneas de la marca del 2013.
- I – Subserie parte de la serie C (Contemporary) con lentes primarios, compactos y sólo monturas Sony E y Sigma/Leica/Panasonic L.[7]
- S — "Sports Series", son lentes de longitud focal larga, telefotos y super-telefotos. Parte de la reestructura de líneas de la marca del 2013.

##### Acrónimos Técnicos
- ASP — objetivo con elementos asféricos
- DC – Digital Compact, objetivo diseñado para cámaras APS-C DSLR
- DG – Digital Grade, objetivo diseñado para cámaras con sensor de formato completo o Full Frame
- DN – Digital Neo, objetivos diseñado para cámaras compactas
- HSM — objetivo con motor ultrasónico, acrónimo de "Hyper-Sonic Motor"
- OS — objetivo con mecanismo interno de estabilización óptica, similar a VR en Nikon o IS de Canon

### Cámaras
Las cámaras que fabrica Sigma se diferencian de sus competidoras por usar el sensor Foveon X3 que funcionan de forma muy diferente al Sensor Bayer estándar que se encuentra en la mayoría de cámaras actualmente. Entre estas tenemos:
- Sigma SD9   	(2002).
- Sigma SD10   	(2003).
- Sigma SD14   	(2006).
- Sigma DP1   	(2006).
- Sigma DP2   	(2008).
- Sigma DP1s   	(2009).
- Sigma SD1   	(2010).
- Sigma DP1x   	(2010).
- Sigma DP2s   	(2010).
- Sigma SD151   	(2010).
- Sigma DP2x   	(2011).
- Sigma DP1 Merrill   	(2012).
- Sigma DP2 Merrill   	(2012).
- Sigma SD1 Merrill   	(2012).
- Sigma DP3 Merrill   	(2013).
- Sigma dp1 Quattro   	(2014).
- Sigma dp2 Quattro   	(2014).
- Sigma dp3 Quattro   	(2014).
- Sigma dp0 Quattro   	(2014).
- Sigma SD Quattro   	(2016).
- Sigma SD Quattro H   	(2016).
- Sigma fp (2019).

Sigma anunció a principios de 2016 dos nuevas cámaras, la Sigma SD Quattro con sensor APS-C de 29 Megapixeles y la Sigma SD Quattro H con sensor APS-H de 45 Megapixeles que son las primeras de la marca en incluir un cuerpo sin espejo (mirrorless) utilizando lentes montura SA propios de Sigma.